# Humphreys Peak
Humphreys Peak (Hopi: Aaloosaktukwi, Nawaho: Dookʼoʼoosłííd) – szczyt w hrabstwie Coconino w stanie Arizona, leżący w odległości 17,7 km na północ od Flagstaff. Jest najwyższym szczytem wulkanicznego łańcucha San Francisco Peaks a zarazem najwyższym szczytem stanu. 
Nazwę szczytu nadano w 1870 roku na cześć generała Andrew Humphreysa, bohatera wojny secesyjnej. Na wierzchołek prowadzi szlak o długości 8,25 km rozpoczynający się od stacji narciarskiej Snow Bowl.